# 和田大輔
和田 大輔（わだ だいすけ、1984年10月11日 - ）は、日本の元ラグビー選手。
ポジションはスクラムハーフ（SH）。
日本代表通算キャップ数：3

## 略歴
大阪府堺市出身。6歳でラグビーを始める。大阪桐蔭高等学校時代に2回花園へ出場し、1年時よりスクラムハーフでレギュラーとして活躍。高校日本代表に選出。
2003年にフランスリーグトップ14のチーム、スタッド・フランセ・パリのアカデミーに入団し2005年6月にプロデビューを果たす。
日本人では初めてとなるヨーロピアンラグビーチャンピオンズカップ出場を果たす。
2005年4月、日本代表南アメリカ遠征メンバーに追加招集される。

2007年、ラグビーワールドカップフランス大会のメンバーに選出されるも、所属チームの契約事情により辞退している。
＊日本代表では所属チームとの契約事情によりサポートメンバーとしての同行が多く、殆どがノンキャップ試合での出場となっている。
2008年、花園近鉄ライナーズへ移籍したが翌年、怪我を理由に引退。

## 所属チーム
- 2003-2008スタッド・フランセ・パリ
- 2008-2009 近鉄ライナーズ